# Nur ul-Haq Ulumi

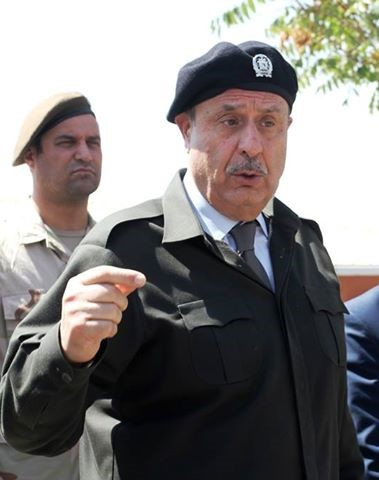
Nur ul-Haq Ulumi, 2015

Nur ul-Haq Ulumi (* 15. August 1941) ist ein afghanischer Politiker, der von 2005 bis 2010 der Wolesi Dschirga angehörte. Von 1989 bis 1992 war er Gouverneur der Provinz Kandahar. Von 2015 bis 2016 war er Innenminister im Kabinett Ashraf Ghani.